# Заградец при Гросупљем
Заградец при Гросупљем (словен. Zagradec pri Grosupljem) насеље у општини Гросупље југоисточно од Гросупља у централној Словенији покрајина Долењска. Општина припада регији Средишња Словенија.
Налази се на надморској висини 329,1 м, површине 4,11 км². Приликом пописа становништва 2002. године насеље је имало 200 становника.

## Име
Име насеља Заградец промењено је 1955. године у Заградец при Гросупљем. У прошлости имао је немачки назив Заграц.